# My Own Worst Enemy
Albums de Edo. G & Pete Rock
Wishful Thinking
(2000) Stereotypez
(2007)
Singles
1. Boston
Sortie : 2004

My Own Worst Enemy est un album collaboratif d'Edo. G et Pete Rock, sorti en 2002.

## Liste des titres
| No  | Titre                                                                       | Contient un (des) sample(s) de                                                                                    | Durée |
| --- | --------------------------------------------------------------------------- | --- | ----- |
| 1.  | Boston (Produit par Pete Rock)                                              | Concrete Jungle de Bob Marley and The Wailers Down in St-Tropez de Leroy Gomez New York Strait Talk de Gang Starr | 3:24  |
| 2.  | Just Call My Name (featuring Jaysaun – Produit par Pete Rock)               | It's Too Late des Stylistics                                                                                      | 4:59  |
| 3.  | Voices (Produit par Pete Rock)                                              | Wendy Wakefield de Bobby Whiteside Up Against the Wall (Getaway Car Mix) de Group Home                            | 5:42  |
| 4.  | School 'Em (Produit par Pete Rock)                                          | | 3:31  |
| 5.  | Streets Is Callin' (featuring Diamond D et Jaysaun – Produit par Diamond D) | | 4:45  |
| 6.  | Pay the Price (featuring Jaysaun – Produit par Pete Rock)                   | Mother Nature des Temptations                                                                                     | 4:02  |
| 7.  | Wishing (featuring Masta Ace – Produit par DJ Supreme One)                  | I'm in Love de Wilson Pickett Complete Speech (I Have a Dream) de Martin Luther King, Jr.                         | 3:52  |
| 8.  | Right Now (featuring Pete Rock – Produit par Pete Rock)                     | | 5:07  |
| 9.  | Stop Dat (featuring Krumb Snatcha et Jaysaun – Produit par Pete Rock)       | S.U.S. de Placebo                                                                                                 | 4:36  |
| 10. | Revolution (Produit par DJ Revolution)                                      | Travels With Myself, and Someone Else de Bill Bruford Rock the Bea d'Edo G featuring Jaysaun et Krumb Snatcha     | 3:58  |